# Cyathus berkeleyanus
Cyathus berkeleyanus är en svampart som först beskrevs av Tul. & C. Tul., och fick sitt nu gällande namn av Lloyd 1906. Cyathus berkeleyanus ingår i släktet Cyathus och familjen Agaricaceae.   Inga underarter finns listade i Catalogue of Life.